# Romartów
Romartów – wieś w Polsce położona w województwie łódzkim, w powiecie łęczyckim, w gminie Witonia.
Wieś duchowna, własność seminarium duchownego w Gnieźnie położona była w końcu XVI wieku w powiecie łęczyckim województwa łęczyckiego.
W latach 1975–1998 miejscowość administracyjnie należała do województwa płockiego.